# Ізабелін (Мінський повіт)
Ізабелін (пол. Izabelin) — село в Польщі, у гміні Якубув Мінського повіту Мазовецького воєводства.
Населення — 62 особи (2011).
У 1975-1998 роках село належало до Седлецького воєводства.

## Демографія
Демографічна структура станом на 31 березня 2011 року:
|          | Загалом | Допрацездатний вік | Працездатний вік | Постпрацездатний вік |
| -------- | ------- | ------------------ | ---------------- | -------------------- |
| Чоловіки | 32      | 8                  | 21               | 3                    |
| Жінки    | 30      | 8                  | 15               | 7                    |
| Разом    | 62      | 16                 | 36               | 10                   |